# Asso V
Die ASSO V  (Champion) ist ein zweisitziges Ultraleichtflugzeug des italienischen Konstrukteurs Giuseppe Vidor, das für den Amateurbau vorgesehen und freigegeben ist.
Beim Luftfahrtbundesamt (LBA) ist auch ein Einzelstück als Motorflugzeug (Beschränkte Sonderklasse; Datenblatt 2002375/SA, D-EHBO) zugelassen.

## Geschichte
Die ASSO V wurde von 1994 bis 1995 von Giuseppe Vidor in Übereinstimmung mit den Auflagen der italienischen Luftfahrtbehörde (Ente Nazionale per l’Aviazione Civile, ENAC) nach Kapitel 223 entworfen, wobei die ENAC der vereinfachten Bauweise zugestimmt hat. Sie ist neu entwickelt, als Vorbild für die Formgebung diente lediglich der italienische „Ferrari der Lüfte“, die Aeromere Falco F8L.
Anschließend wurde ein Prototyp gebaut, der erstmals Ende 1995 flog. Vorher wurde dieser am Boden den geforderten Belastungstests unterzogen, ohne dass Probleme auftraten. Es wurden dabei die wichtigsten Nachweise erbracht, zum Beispiel den Belastungsnachweis bei Flugmanövern (Lastvielfache), Nachweis der Verwindungssteifigkeit für die Flattertests nach der Methode, die die amerikanische Luftfahrtbehörde FAA im Report N 45 veröffentlicht hat, der Geradeausflug (in Verbindung mit der Ermittlung des Lastvielfachen bei Flugmanövern), die Querruder- und Landeklappenfunktion (maximale Belastung laut Nachweis wie in Part 223 der RAI beschrieben). Anschließend wurde der Prototyp im Flug getestet, um die Flugcharakteristika und die wichtigsten Eigenschaften zu ermitteln.
2001 wurde in Deutschland die ASSO V nach der BfU neu berechnet. Auch hier wurden nach den neuen Berechnungen sämtliche Belastungsversuche, Flattertest und Lärmtest gemacht, ohne dass es Beanstandungen gab.
Die Musterzulassung wurde am 30. August 2004 durch den Deutschen Aero Club erteilt. Musterbetreuer ist Fritz Mürkens aus Garching/Alz in Oberbayern.
Aus der ASSO V wurde später die Pioneer 300 abgeleitet, die sich durch die Außenhaut aus kohlenstofffaserverstärktem Kunststoff von der Asso V unterscheidet. Das Flugzeug wird noch heute anhand der Konstruktionspläne als Bausatzflugzeug in verschiedenen Ländern hergestellt.

## Konstruktion
Die ASSO V ist in erster Linie aus Holz gebaut, wobei Rottanne, Fichte, Kiefer oder Hemlock verwendet werden. Die Außenhaut besteht aus Birkensperrholz, Okume oder Pappel.

### Flugzeugstruktur
Der Rumpf der ASSO V wird in klassischer Holzbauweise gefertigt und nur einige Verbindungsteile bestehen aus Stahl oder Aluminium. Die Tragflächenstruktur besteht ebenfalls aus Holz. Die Flügelvorderkanten sind mit Birkensperrholz beplankt, ebenso der Einstiegsbereich zum Cockpit. Die ganzen Tragflächen sind mit Dacron, einem Polyestergewebe, bespannt. Die Flügel haben breite Querruder und Landeklappen, die ebenfalls aus Holz gebaut und mit Dacron bespannt sind.
Das Seitenruder wird aus Holz gefertigt. Der feststehende Teil des Seitenruders ist komplett mit Birkensperrholz beplankt, der bewegliche Teil ist nur mit dem Polyestergewebe beklebt. Tragflächen und Höhenruder sind leicht abzubauen, um den Transport des Flugzeugs am Boden zu ermöglichen. Die Verbindung von Tragflächen und Höhenruder mit dem Rumpf erfolgt mit Stahlschrauben, zusätzlich sind auf die Enden der Hauptholme noch Aluminiumplatten zur Verstärkung geschraubt und geklebt.
Der Rumpf besteht aus einem Grundgerüst aus Holzrippen, verstärkt mit Birkensperrholz bzw. Okumeplatten. Der erste Spant (in Flugrichtung) trägt das Brandschott sowie den Motorträger. Letzterer ist aus Stahlrohren gefertigt. Der Motor ist elastisch am Motorträger aufgehängt. Das einziehbare Bugradfahrwerk ist aus Stahl hoher Qualität hergestellt. Das Hauptfahrwerk hat eine Spurweite von 160 cm, besitzt eine hydraulische Bremsanlage und ist mit Gummipuffern oder Stoßdämpfern ausgerüstet. Das Bugrad ist mit den Seitenruderpedalen durch Stahlkabel verbunden und daher lenkbar. Es ist wie das Hauptfahrwerk mit Gummipuffern oder Stoßdämpfern ausgestattet.

### Cockpit
Die Platzanordnung im beheizbaren Cockpit ist Seite an Seite, wobei beide Plätze eine Steuerung haben. Die Cockpitverglasung ist zweiteilig, mit einer feststehenden Frontscheibe und einer im Flug nicht zu öffnenden Schiebehaube, die der Flugzeugkontur angepasst ist.

### Steuerung
Die ASSO V ist dreiachsgesteuert, wobei Höhen- und Querruder mit einem Knüppel und das Seitenruder mit Pedalen gesteuert werden. Die Landeklappen sowie die Bremsen werden mit jeweils einem Hebel betätigt, der zwischen den Sitzen angebracht ist und vom Pilot oder Copilot bedient werden kann. Der Gashebel bzw. -zug befindet sich auf der linken und rechten Seite des Cockpits am Instrumentenbrett. Die Querruder sowie die Landeklappen werden durch stabile Schubstangen betätigt. Am Höhenruder ist eine Trimmung angebracht, der Bedienungshebel befindet sich zwischen den Sitzen. Das Höhenruder wird mit einer Kombination von Steuerseilen und Stangen angesteuert. Das Seitenruder hat keine Trimmung und wird über Steuerseile angelenkt.

## Technische Daten
- Sitze: 2[2]
- Länge: 6,10 m
- Spannweite: 8,18 m
- Flügelfläche: 10,94 m²
- Kabinenbreite: 1,05 m
- Kabinenhöhe: 1,03 m
- Leermasse: 280 kg
- max. Startmasse: 450 kg
- Treibstoff: 60 l (zwei 30 l Flügeltanks)
- Höchstgeschwindigkeit: 249 km/h
- Geschwindigkeit bei max. Leistung 219 km/h
- Reisegeschwindigkeit: 190–200 km/h
- Mindestgeschwindigkeit: 63 km/h
- max. Flughöhe: 5000 m
- Startstrecke: 110 m
- Landestrecke: 140 m
- max. Seitenwind: 30 km/h
- Benzinverbrauch: 12–16 l
- Steigvermögen: 7,5 m/s
- Motoren: Rotax 912 S/ULS mit 100 PS oder Rotax 912/UL mit 80 PS, Limbach 2000 EB, JPX 2325